# Myxaster
Myxaster is een geslacht van zeesterren, en het typegeslacht van de familie Myxasteridae.

## Soorten
- Myxaster medusa (Fisher, 1913)
- Myxaster perrieri Koehler, 1896
- Myxaster sol Perrier, 1885